# Траппето
Траппето (італ. Trappeto, сиц. Trappitu) — муніципалітет в Італії, у регіоні Сицилія,  метрополійне місто Палермо.
Траппето розташоване на відстані близько 430 км на південь від Рима, 30 км на захід від Палермо.
Населення — 3215 осіб (2014).
Щорічний фестиваль відбувається 25 березня. Покровитель — Maria SS. Annunziata.

## Демографія
Населення за роками:

Станом на 1 січня 2023 року в муніципалітеті офіційно проживало 115 іноземців з 28 країн, серед них 56 громадян країн Євросоюзу та 1 громадянин України.

## Сусідні муніципалітети
- Балестрате
- Партініко
- Терразіні